# Forcing the Force
Forcing the Force è un cortometraggio muto del 1914 diretto, interpretato e prodotto da Pat Hartigan.

## Trama
Due belle ragazze si trovano nei guai perché non hanno i soldi per pagare l'affitto dell'appartamento che condividono. Dopo aver letto un annuncio, si precipitano alla stazione di polizia dove si sta assumendo personale femminile. Le due ragazze trovano così un lavoro: ormai in uniforme, ritornano a casa, suscitando l'interesse di ogni maschio che incontrano. Per levarsi di torno gli ammiratori, le due affidano a ognuno di loro un compito: uno deve curare il giardino, l'altro dipingere l'appartamento, un altro ancora falciare il prato e così via. Andrà a finire tutto in un allegro pandemonio.

## Produzione
Il film fu prodotto dalla Hartigan Comedies.

## Distribuzione
Distribuito dalla Eclectic Film Company, il film - un cortometraggio in una bobina - uscì nelle sale cinematografiche USA il 17 agosto 1914. Nel Regno Unito, venne distribuito il 6 novembre 1914, uscendo anche in Francia nel maggio 1915.